# Ladomerská Vieska
Ladomerská Vieska és un poble i municipi d'Eslovàquia. Es troba a la regió de Banská Bystrica.

## Història
La primera menció escrita de la vila es remunta al 1335.

## Demografia
| Godina             | 1994 | 2004   | 2014   | 2024   |
| ------------------ | ---- | ------ | ------ | ------ |
| Nombre de persones | 819  | 782    | 805    | 758    |
| Diferència         |      | −4,51% | +2,94% | −5,83% |

| Godina             | 2023 | 2024   |
| ------------------ | ---- | ------ |
| Nombre de persones | 763  | 758    |
| Diferència         |      | −0,65% |